# Trinità
Trinità är en ort och kommun i provinsen Cuneo i regionen Piemonte i Italien. Kommunen hade 2 246 invånare (2018).